# Kurt Andersson (journalist)
Kurt Andersson, född 6 augusti 1907 i Kristianstad, död 23 november 1966 i Köpenhamn, var en svensk journalist.
Andersson arbetade vid tidningen Aurora i Ystad och därefter vid Arbetet, innan han 1935 kom till Social-Demokraten. 1942–1946 var han tidningens londonkorrespondent, och blev 1948 Radiotjänsts förste utrikesreporter. 1951 rapporterade han om Unter den Linden i Berlin. Insikt och upplevelse präglade Anderssons journalistik. Hans rapporter från Ungernrevolten 1956 har blivit mycket kända.